# رابرت باکلی
رابرت باکلی (انگلیسی: Robert Buckley؛ زادهٔ ۲ مهٔ ۱۹۸۱) یک هنرپیشه اهل ایالات متحده آمریکا است. وی از سال ۲۰۰۶ میلادی تاکنون مشغول فعالیت بوده‌است.
از فیلم‌ها یا برنامه‌های تلویزیونی که وی در آن نقش داشته است می‌توان به پارک خیابان ۶۶۶ و فیلم قاتل اشاره کرد.